# Karl Denke
Karl Denke (12. srpna 1860 – 22. prosince 1924) byl německý sériový vrah. Spolu s Fritzem Haarmannem, Karlem Großmannem, Peterem Kürtenem a Friedrichem Schumannen je jedním z nejznámějších německých sériových vrahů ve dvacátých letech.

## Život
Karl Denke se narodil v Oberkunzendorfu poblíž Münsterbergu ve Slezsku (dnešní Ziębice v Polsku). Byl jedním z horších studentů, a proto byl považován za vývojově opožděného. V dospělosti byl oblíbený, žil a pracoval v Münsterbergu jako varhaník v místním kostele.
Dne 21. prosince 1924 napadl Denke sekyrou Vincenze Oliviera. Tomu se podařilo utéct z domu a zavolat pomoc. Policie provedla domovní prohlídku v Denkeho domě. Nález byl naprosto hrůzný: Celým bytem se linul obrovský zápach, na kuchyňské lince se válela torza lidských těl, ve spíži byly nalezeny zavařovací sklenice s naloženou lidskou kůží. Denke se přiznal, že vraždil od roku 1903. Své oběti zabil, rozporcoval a zčásti snědl. Maso, které sníst nemohl, si uchoval na později, nebo je odnesl na černý trh v Breslau. Takto měl zabít 30 lidí.
Hned následující den se Denke oběsil ve své cele, takže jeho motiv zůstává neznámý. Ještě v 70. letech 20. století se nacházely na zahradě jeho domu lidské ostatky.